# Gisekiaceae
Gisekiaceae är en familj av tvåhjärtbladiga växter. Gisekiaceae ingår i ordningen nejlikordningen, klassen tvåhjärtbladiga blomväxter, fylumet kärlväxter och riket växter. Enligt Catalogue of Life omfattar familjen Gisekiaceae 8 arter. 
Kladogram enligt Catalogue of Life:
| Gisekiaceae | \| \| Gisekia \| \| \| \| \| \| Koelreutera \| \| \| \| |
|             | \| \| Gisekia \| \| \| \| \| \| Koelreutera \| \| \| \| |
|             | Gisekia                                                 |
|             |                                                         |
|             | Koelreutera                                             |
|             |                                                         |

## Bildgalleri

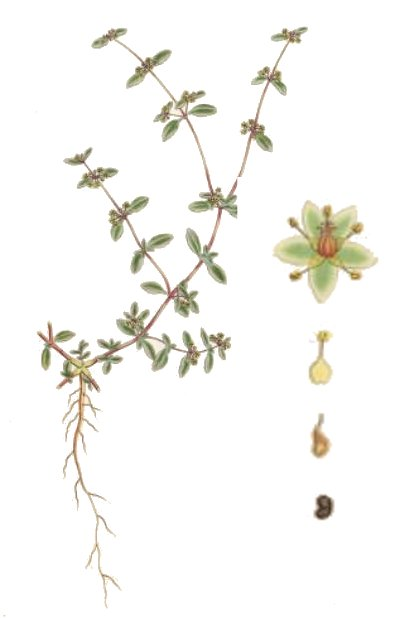